# Toma de El Biutz
La toma de El Biutz fue un enfrentamiento bélico de la guerra del Rif en época del protectorado español de Marruecos en Labyout, Tagramt, Marruecos.

## Historia
Tuvo lugar los días 28 y 29 de junio de 1916, en las proximidades de la ciudad de Ceuta, entre las tropas españolas y fuerzas rebeldes rifeñas. El ejército español realizó una operación para asegurar las comunicaciones entre Tetuán y Tánger, que se encontraban dificultadas por diferentes posiciones de la guerrilla rifeña, principalmente la situada en el pueblo de El Biutz, ubicada en una cima que dominaba la carretera entre Ceuta y Tetuán y bien defendida por trincheras y combatientes que disponían de ametralladoras y fusiles. El ataque resultaba dificultoso para las fuerzas españolas que debían avanzar por estrechos y espinados senderos muy expuestos al fuego enemigo. 
La estrategia general de la operación fue diseñada por el general Francisco Gómez Jordana, y consistió en avanzar simultáneamente desde cuatro puntos: Ceuta, Larache, Tetuán y Fondak. En el transcurso del asalto resultó herido en el abdomen el entonces capitán de 23 años Francisco Franco. Finalmente las tropas españolas lograron tomar la posición.